# 茲博拉
49°7′3″N 24°15′15″E / 49.11750°N 24.25417°E
茲博拉（烏克蘭語：Збора），是烏克蘭的村落，位於該國西部伊萬諾-弗蘭科夫斯克州，由卡盧什區負責管轄，始建於1785年，面積14.7平方公里，2001年人口1,485，人口密度每平方公里101.4人。